# Coppa di Lega 2016-2017 (pallavolo, Grecia)
La Coppa di Lega 2016-2017 si è svolta dal 14 ottobre 2016 al 28 gennaio 2017: al torneo hanno partecipato dodici squadre di club greche e la vittoria finale è andata per la quarta volta, la terza consecutiva, all'Olympiakos.

## Regolamento
La competizione vede le 12 squadre provenienti dalla Volley League divise in quattro gironi da 3 squadre ciascuno, al termine dei quali le prime classificate dei quattro gironi si incrociano in semifinale, con le vincitrici che si affrontano nella finale in gara unica.

## Squadre partecipanti
| - Ethnikos Alexandroupolīs - Foinikas Syro - Īraklīs Chalkidas - Īraklīs Salonicco - Kīfisia - Kyzikos Neas Peramou | - Olympiakos - Orestiada - Pamvochaïkos - Panachaïkī - Panathīnaïkos - PAOK |

## Torneo

### Fase a gironi

#### Gruppo A

##### Risultati
| 14 ottobre 2016 PAOK Sports Arena, Salonicco Durata: ? - Spettatori: ? | PAOK                     | 3 - 0 | Orestiada                | 25-17, 25-16, 25-21        |
| 15 ottobre 2016 PAOK Sports Arena, Salonicco Durata: ? - Spettatori: ? | Ethnikos Alexandroupolīs | 3 - 1 | Orestiada                | 25-20, 22-25, 27-25, 25-18 |
| 16 ottobre 2016 PAOK Sports Arena, Salonicco Durata: ? - Spettatori: ? | PAOK                     | 3 - 0 | Ethnikos Alexandroupolīs | 25-19, 25-15, 25-23        |

##### Classifica
| Pos | Squadra                  | Pt | G | V | P | SV | SP | Ratio | PF | PS | Ratio |
| --- | ------------------------ | -- | - | - | - | -- | -- | ----- | -- | -- | ----- |
| 1   | PAOK                     | 6  | 2 | 2 | 0 | 6  | 0  | MAX   | -  | -  | -     |
| 2   | Ethnikos Alexandroupolīs | 3  | 2 | 1 | 1 | 3  | 4  | 0.750 | -  | -  | -     |
| 3   | Orestiada                | 0  | 2 | 0 | 2 | 1  | 6  | 0.166 | -  | -  | -     |

#### Gruppo B

##### Risultati
| 14 ottobre 2016 Kleisto Gymnastīrio Kanīthou, Calcide Durata: ? - Spettatori: ? | Īraklīs Chalkidas | 0 - 3 | Kīfisia    | 15-25, 16-25, 21-25        |
| 15 ottobre 2016 Kleisto Gymnastīrio Kanīthou, Calcide Durata: ? - Spettatori: ? | Olympiakos        | 3 - 0 | Kīfisia    | 26-24, 25-13, 25-18        |
| 16 ottobre 2016 Kleisto Gymnastīrio Kanīthou, Calcide Durata: ? - Spettatori: ? | Īraklīs Chalkidas | 1 - 3 | Olympiakos | 16-25, 26-24, 21-25, 17-25 |

##### Classifica
| Pos | Squadra           | Pt | G | V | P | SV | SP | Ratio | PF | PS | Ratio |
| --- | ----------------- | -- | - | - | - | -- | -- | ----- | -- | -- | ----- |
| 1   | Olympiakos        | 6  | 2 | 2 | 0 | 6  | 1  | 6.000 | -  | -  | -     |
| 2   | Kīfisia           | 3  | 2 | 1 | 1 | 3  | 3  | 1.000 | -  | -  | -     |
| 3   | Īraklīs Chalkidas | 0  | 2 | 0 | 2 | 1  | 6  | 0.166 | -  | -  | -     |

#### Gruppo C

##### Risultati
| 14 ottobre 2016 KG Dīmou Velou Vochas, Velo-Vocha Durata: ? - Spettatori: ? | Pamvochaïkos  | 2 - 3 | Panachaïkī    | 25-22, 25-17, 17-25, 13-25, 14-16 |
| 15 ottobre 2016 KG Dīmou Velou Vochas, Velo-Vocha Durata: ? - Spettatori: ? | Pamvochaïkos  | 2 - 3 | Panathīnaïkos | 22-25, 25-23, 17-25, 25-15, 12-15 |
| 16 ottobre 2016 KG Dīmou Velou Vochas, Velo-Vocha Durata: ? - Spettatori: ? | Panathīnaïkos | 3 - 1 | Panachaïkī    | 25-18, 25-21, 21-25, 25-16        |

##### Classifica
| Pos | Squadra       | Pt | G | V | P | SV | SP | Ratio | PF | PS | Ratio |
| --- | ------------- | -- | - | - | - | -- | -- | ----- | -- | -- | ----- |
| 1   | Panathīnaïkos | 5  | 2 | 2 | 0 | 6  | 3  | 2.000 | -  | -  | -     |
| 2   | Panachaïkī    | 2  | 2 | 1 | 1 | 4  | 5  | 0.800 | -  | -  | -     |
| 3   | Pamvochaïkos  | 2  | 2 | 0 | 2 | 4  | 6  | 0.666 | -  | -  | -     |

#### Gruppo D

##### Risultati
| 14 ottobre 2016 KG Ermoupolīs Dīmītrios Vikelas, Ermopoli Durata: ? - Spettatori: ? | Kyzikos Neas Peramou | 0 - 3 | Īraklīs Salonicco    | 19-25, 17-25, 23-25        |
| 15 ottobre 2016 KG Ermoupolīs Dīmītrios Vikelas, Ermopoli Durata: ? - Spettatori: ? | Foinikas Syro        | 3 - 0 | Kyzikos Neas Peramou | 29-27, 25-20, 25-21        |
| 16 ottobre 2016 KG Ermoupolīs Dīmītrios Vikelas, Ermopoli Durata: ? - Spettatori: ? | Foinikas Syro        | 1 - 3 | Īraklīs Salonicco    | 26-28, 17-25, 25-21, 22-25 |

##### Classifica
| Pos | Squadra              | Pt | G | V | P | SV | SP | Ratio | PF | PS | Ratio |
| --- | -------------------- | -- | - | - | - | -- | -- | ----- | -- | -- | ----- |
| 1   | Īraklīs Salonicco    | 6  | 2 | 2 | 0 | 6  | 1  | 6.000 | -  | -  | -     |
| 2   | Foinikas Syro        | 3  | 2 | 1 | 1 | 4  | 3  | 1.333 | -  | -  | -     |
| 3   | Kyzikos Neas Peramou | 0  | 2 | 0 | 2 | 0  | 6  | 0.000 | -  | -  | -     |

### Fase finale[1]
|  | Semifinali        | Semifinali        | Semifinali |      |            | Finale     | Finale | Finale |  |
|  |                   |                   |            |      |            |            |        |        |  |
|  | Olympiakos        | Olympiakos        | 3          |      |            |            |        |        |  |
|  | Olympiakos        | Olympiakos        | 3          |      |            |            |        |        |  |
|  | Panathīnaïkos     | Panathīnaïkos     | 1          |      |            |            |        |        |  |
|  | Panathīnaïkos     | Panathīnaïkos     | 1          |      | Olympiakos | Olympiakos | 3      |        |  |
|  |                   |                   |            |      | Olympiakos | Olympiakos | 3      |        |  |
|  |                   |                   | PAOK       | PAOK | 0          |            |        |        |  |
|  | PAOK              | PAOK              | PAOK       | PAOK | 0          | 3          |        |        |  |
|  | PAOK              | PAOK              |            |      |            |            |        |        |  |
|  | Īraklīs Salonicco | Īraklīs Salonicco | 0          |      |            |            |        |        |  |

#### Semifinali
| 24 gennaio 2017 KG Rentī Melina Merkourī, Il Pireo Durata: ? - Spettatori: ? | Olympiakos | 3 - 1 | Panathīnaïkos     | 21-25, 25-23, 25-08, 25-21 |
| 25 gennaio 2017 PAOK Sports Arena, Salonicco Durata: ? - Spettatori: ?       | PAOK       | 3 - 0 | Īraklīs Salonicco | 25-13, 26-24, 25-23        |

#### Finale
| 28 gennaio 2017 KG Rentī Melina Merkourī, Il Pireo Durata: ? - Spettatori: ? | Olympiakos | 3 - 0 | PAOK | 25-23, 25-16, 25-21 |